# Zrinyi Gál Vince
Zrinyi Gál Vince (Budapest, 1984. december 6. –) magyar színész, rendező.

## Élete és pályafutása
Egy nyolcgyerekes család ötödik gyermekeként született. 
2003–2007 között a Színház- és Filmművészeti Egyetem hallgatója volt Máté Gábor és Horvai István osztályában. 2007-ben megalapította a KOMA Bázist, amelynek azóta vezetője és színésze is. 2014-től alkotásai túlnyomórészt közösségi színházi módszerrel készült előadások.
2011-től a Színház- és Filmművészeti Egyetem doktori iskolájának hallgatója. Kutatási témája egy 21. századi színházi modell felépítése a magyar gazdasági, politikai és kulturális viszonyokra hangolva. 2013-ban tanulmányait megszakította.
Testvére Gál Kristóf színész, rendőrségi szóvivő.

## Filmográfia
- A renitens (2024) ...Bálint
- …a szomszéd tehene (2024) ...Nelli férje
- A besúgó (2022) ...Edző
- A hentes (2021) ...Tamás
- Egyszer volt Budán Bödör Gáspár (2020) ...Landics[6]
- Most van most (2019) ...Róbert[7]
- Pappa Pia (2017) ...Ápoló[8]
- Testről és Lélekről (2017) ...Béla[9]
- Aranyélet (2015) ...Buszsofőr[10]
- Nagyárpi (2013) ...Osztálytárs[11]
- Az utolsó kép (2010) ...Tréningruhás[12]
- Hajónapló (2009) ...Sala[13]
- Intim fejlövés (2009) ...Ex[14]
- Randevú (2006) ...Norbi[15]
- Una cogida de verano (2005) ...Man[16]

## Színház

### Színész
- Cseresznyéskert (2019) ...Lopahin
- fosztóKÉPZŐ (2018) ...Andris
- Rosmersholm (2018) ...Mortensgaard
- Kísérlet (2017) ...Zajdi
- Mesterdetektív (2016) ...Andrew Wyke
- kattogas@por.no (2015) ...Vince
- Meanwhile in Kansas (2013) ...Óz
- Nemzeti Vegyesbolt (2013) ...Tibor
- Athéni Timon (2012) ...Timon
- Ubu/Ubus Prozess (2012) ...Detektiv
- A tizedik gén (2011) ...Fehér Vince
- Csodálatos vadállatok (2010) ...Dani
- Líra és Epika (2009) ...Kroki
- Fédra Fitness (2009) ...Szaurosz
- Szj 9231, avagy a művtev vége (2009) ...színész
- Kurátorok – Kovácsoltvas pelenka (2008) ...Rendező
- Plazma (2007) ...színész
- Háztűznéző (2007) ...Padkaljoszin
- Bethlen (2007) ...Báthory Gábor
- Pokol (2007) ...Szomszéd
- Hacsakúgynem (2007) ...színész
- Száz év magány (2007) ...katona 3
- Mission Impossibile (2006) ...színész
- Vőlegény (2006) ...színész
- Canterbury mesék (2006) ...színész
- Sanzonokat éneklünk a Tettyén (2006) ...előadó
- Sugár Bébi Láv (2006) ...Vince

### Rendező, író
- fosztóKÉPZŐ (2018) ...rendező
- Kísérlet (2017) ...rendező
- cyberbully (2016) ...rendező, író
- Mesterdetektív (2016) ...rendező
- Te tudod, én élem (2016) ...rendező, író
- kattogas@por.no (2015) ...rendező, író
- Blokkoló (2014) ...rendező, író
- Lángolj! (2013) ...rendező
- Athéni Timon (2012) ...rendező
- Szj 9231, vagy a művtev vége (2009) ...rendező
- Plazma (2007) ...rendező

## Díjak, kitüntetések
- Fidelio – Súgó díja legjobb 30 év alatti színész (2008)[17]
- Márciusi ifjak-díj (2009)[18]
- Pethes–Agárdi-díj (2014)[19]